# Pierre Cambiani
Pierre Cambiani  (Ruffia, 1320 - Suse, 2 février 1365) est un dominicain italien reconnu bienheureux et martyr par l'Église catholique. Il est fêté le 2 février.

## Biographie
Il naît à Ruffia dans une famille noble en 1320. À seize ans, il abandonne le confort de sa famille pour entrer chez les dominicains de Savillan. Après sa profession religieuse, il acquiert rapidement une réputation de grand prédicateur à tel point que le pape Innocent VI le nomme, en 1351, inquisiteur général pour le Piémont et la Ligurie, spécialement pour enrayer la propagation des Vaudois.
Son travail principal est la prédication. Il convertit de nombreux hérétiques avec une ardeur et un engagement qui lui causent aussi de nombreuses inimitiés. Le 2 février 1365, alors qu'il se trouve dans un couvent franciscain, il est poignardé à mort par des Vaudois.

## Culte
La renommée de son martyre était telle que le pape Grégoire XI en 1375 et saint Vincent Ferrier en 1403 en parlent comme d'une chose bien connue.  Son corps est d'abord enterré dans la ville où il est mort puis il est transféré en 1516 dans l'église Saint-Dominique de Turin. Le pape Pie IX confirme son culte le 4 décembre 1865et sa fête est fixée au 2 février tandis que le calendrier liturgique dominicain en fait mémoire le 3 février, en même temps que les bienheureux Barthélemy Cerveri et Antoine Pavoni, également martyrs des vaudois.